# Hamadryas delfinii
Hamadryas delfinii là một loài thực vật có hoa trong họ Mao lương. Loài này được Phil. ex Reiche miêu tả khoa học đầu tiên năm 1894.